# رقص الأفاعي (مسلسل)
رقص الأفاعي  مسلسل سوري اجتماعي عرض على قناة سورية دراما في رمضان عام 2014، وهو من بطولة العديد من الفنانين الشباب و الهواة، ومن تأليف مروان قاووق، وإخراج مجموعة مخرجين.

## ملخص القصة
المسلسل عبارة عن خماسيات تدور أحداثها في إطار درامي حول معاناة النساء، وما يتعرضن له من مشاكل واضطرابات في المجتمع السوري، ويعد المسلسل من الدراما الاجتماعية المعاصرة التي تتحدث عن نساء أصبحن ضحايا للرجال في حياتهن، وأحيانًا للظروف المحيطة بهن.

## الممثلون
- ناهد الحلبي
- أندريه سكاف
- نزار أبو حجر
- علي كريم
- أمية ملص
- ريم عبد العزيز
- محمد قنوع
- وسيم الرحبي
- علي سكر
- مرام علي
- نادين قدور
- طلال مارديني
- فاتح سلمان
- آلاء عفاش
- هيا مرعشلي
- رهف شقير
- مازن ست البنين
- رولا الأبيض
- نضير لكود
- رداح رجب
- فايز أبو دان
- أميرة خطاب
- رباب مرهج
- رزان أبو رضوان
- رغداء هاشم
- هناء موره لي
- جهينة نعيم
- ريم مقدسي
- فداء الكبرا
- شهرزاد أبو بري
- مايا فرح
- رشا فياض
- مرح زيتون
- أشرف عيبور
- باسل خليل